# 나비넥타이 성운
NGC 40은 세페우스자리 방향에 위치한 행성상 성운으로, 1788년 11월 25일에 윌리엄 허셜이 발견했다. 이 성운은 죽어가는 별 주위의 뜨거운 가스로 구성되어 있다. 별은 별의 바깥층을 방출하는데, 이 때 별의 표면 온도는 50,000 °C이다.
별에서 방출될 때, 바깥층은 10,000 °C까지 가열되며, 이 방출된 가스층의 길이는 1 광년에 달한다. 지금으로부터 30,000년이 지나면, NGC 40은 희미해지며, 지구 크기의 백색 왜성만 남을 것으로 과학자들은 추측한다.